# تشن يان تشينغ
تشن يان تشينغ (بالصينية: 陈艳青) (من مواليد 5 أبريل 1979) هي لاعبة رفع أثقال من الصين.
شاركت في دورة الألعاب الآسيوية 2006 في الدوحة، قطر.

## روابط خارجية
- تشن يان تشينغ على موقع مشروع نتائج رفع الأثقال الدولية (الإنجليزية)
- تشن يان تشينغ على موقع أوليمبيديا (الإنجليزية)
- تشن يان تشينغ على موقع اللجنة الأولمبية الصينية (الإنجليزية)